# Martin (Eslováquia)
Martin (em húngaro: Turócszentmárton; alemão: Turz-Sankt Martin) é uma cidade da Eslováquia, situada no distrito de Martin, na região de Žilina. Tem 67,74 km² de área e sua população em 2018 foi estimada em 54.618 habitantes.

## Demografia
| Ano:        | 1994   | 2004   | 2014   | 2024    |
| ----------- | ------ | ------ | ------ | ------- |
| Broj ljudi: | 60 511 | 59 449 | 56 053 | 50 346  |
| Razlika:    |        | -1,75% | -5,71% | -10,18% |

| Ano:               | 2023   | 2024   |
| ------------------ | ------ | ------ |
| Número de pessoas: | 50 629 | 50 346 |
| Diferença:         |        | -0,55% |